# La montaña rusa
"La montaña rusa" (originalmente "Roller Coaster" en inglés) es el primer episodio de la serie animada Phineas y Ferb, originalmente transmitido por Disney Channel el 17 de agosto de 2007, en Toon Disney el 1 de septiembre de 2008 y en Disney XD el 13 de febrero de 2009. El episodio trata de la construcción de una gran montaña rusa en su patio trasero con vista panorámica hacia toda la ciudad.
Originalmente el capítulo, dirigido por Dan Povenmire y coescrito junto a su compañero Jeff "Swampy" Marsh, ambos creadores de la serie, fue presentado en un pitch a los ejecutivos extranjeros de Disney mediante una prueba técnica que consistió en la grabación del storyboard del episodio, donde el propio Povenmire describe en voz en off toda la acción que transcurre en pantalla.
El episodio tuvo un total de 10,8 millones de espectadores. Desde su emisión ha recibido críticas de todo tipo. Además de incentivar la creatividad de los infantes que disfrutan sus capítulos, ha sido una serie que ha logrado posicionarse a nivel mundial. 

## Recepción
El primer episodio "La Montaña Rusa" (originalmente: "Rollercoaster") obtuvo un rating de 10.8 millones de espectadores en su preestreno el 17 de agosto de 2007. En el debut oficial de la serie en febrero de 2008, la serie ganó el primer puesto en series animadas más vistas por preadolescentes. A lo largo del primer trimestre que siguió, alcanzó su máximo como la serie de animación con mayor audiencia  para las edades entre 6-10 y 9-14 años, convirtiéndose también en el número uno entre las series animadas para todos los públicos de la televisión por cable para la edad de los espectadores de 6-10 años. En el momento de la puesta en marcha de la segunda temporada, anunciada en mayo de 2008, la serie se había convertido en el programa de mayor audiencia para las edades de 6-11 y 9-14 años.

## Producción

### Desarrollo y Casting
Los co creadores Dan Povenmire y Jeff "Swampy" Marsh había desarrollado la idea de su propia serie, mientras que era equipo de redacción en Nickelodeon de la serie animada de La vida moderna de Rocko. Los dos se habían convertido en amigos debido a sus gustos e intereses mutuos. La serie quería ser una referencia a las vacaciones de verano de la infancia del propio Povenmire, una época en que su madre le animaba para que aprovechara el tiempo libre para hacer "cosas creativas". Cuando Dan Povenmire consiguió un acuerdo con Disney, y a pesar de que estos no estaban seguros en un primer momento, la serie fue aceptada.
Dan Povenmire y Jeff "Swampy" Marsh escribieron el episodio y lo utilizaron como prototipo para promocionar toda la serie. A diferencia de lo normal, los creadores no enviaron una copia del guion a los ejecutivos, sino que cogieron el guion gráfico y lo montaron con música y efectos especiales, haciendo un vídeo de prueba donde Dan Povenmire fue la voz de todos los personajes, además de ser el narrador del capítulo. La serie fue aceptada después de 16 años de desarrollo y el episodio fue producido. Varias líneas y escenas del guion fueron eliminados o alterados en la producción final . Varias escenas se utilizaron finalmente en episodios posteriores, tales como una escena en el episodio "Gaming the System" (El Gran Videojuego en Latinoamérica), en el que Doofenshmirtz espera unos segundos, hasta que precisamente sean las 11:00, antes de iniciar su plan.
Vincent Martella, Thomas Sangster, y Ashley Tisdale, que son las voces de Phineas, Ferb y Candace, respectivamente en Estados Unidos, fueron contratados por el departamento de casting debido a su popularidad en el grupo de edad objetiva y la creencia general de su capacidad para desempeñar sus funciones. Otro personaje, Jeremy, que suele ser la voz de Mitchel Musso, apareció brevemente en el episodio con una voz diferente a la habitual . Los créditos finales aparece una lista de varios extras que, posiblemente, pudieron darle voz, incluido Dee Bradley Baker (voz de Perry el Ornitorrinco), Raviv Ullman, y los co creadores.  El episodio utiliza imágenes reales brevemente en la foto en la que los niños caen a la Tierra, una técnica que aparece en otros dos episodios hasta la fecha: Out to Launch y The Chronicles of Meap.
Los acontecimientos de "La Montaña Rusa" volvería en la temporada 2 en el episodio "El Viaje Cuántico de Phineas y Ferb", que se ve una versión del futuro de Candace en donde regresa a los acontecimientos del episodio en una máquina del tiempo para ayudar a su contraparte de poder lograr, con éxito, atrapar a Phineas y Ferb por la Montaña Rusa. Sin embargo, esta acción dio lugar a una reacción en cadena, convirtiendo a la futura versión de Danville en una sociedad distópica dirigida por el antagonista, el Dr. Heinz Doofenshmirtz. Más tarde, la misma Candace se remonta al pasado para detener a la otra adulta Candace de causar el desastre.
Inspirado por "Star Trek: Deep Space Nine" episodio "Trials and Tribble-ations" (que vio a la tripulación de la serie con más interacción con los acontecimientos del episodio de la serie original), el uso de la "montaña rusa" en el argumento fue visto por Marsh como "una gran manera de entretejer una historia".

### Emisión
El episodio se emitió originalmente en Estados Unidos como un avance después del estreno de High School Musical 2 el 17 de agosto de 2007, con una calificación de TV-Y7. Sin embargo, Disney Channel estrenó en su lugar el episodio "Flop Starz".

## Musical
Un remake del episodio fue emitido el 29 de enero de 2011 en Disney Channel en Estados Unidos y Disney Channel bajo demanda de Verizon el 21 de enero de 2011. Se tituló "La montaña rusa, el musical". El episodio cuenta la historia original, excepto que se pone en un contexto musical. 
El episodio incluye muchos huevos de Pascua de episodios anteriores. Cuando Candace y su madre salen del supermercado, las dos Candace del futuro se pueden ver en el aparcamiento. Además, mientras que la montaña rusa es lanzada al espacio, Meap se puede ver en su nave espacial. En el final, a modo de "Carpe Diem", todo el elenco de personajes de la serie: casi todos los personajes principales y secundarios de los episodios anteriores, tienen un cameo. Kenny Ortega hizo un cameo especial del coreógrafo de la actuación.

### Canciones
Varias frases del episodio original se convirtieron en canciones con dos temas añadidos en el episodio, incluyendo:
- ¡Hey Ferb! (Ya Se Lo Que Vamos a Hacer Hoy)
- Les Va A Ir Mal
- ¿Qué Están Haciendo?
- Mamá
- ¿No eres joven para ser un ingeniero?
- Allá en Gimmelshtump
- La Montaña Rusa
- Carpe Diem

### Curiosidades
En una escena donde Candace y Linda van al estacionamiento, aparecen por mera curiosidad las dos Candace del futuro del episodio “El viaje cuántico de Phineas y Ferb”, quienes aparecen la Candace adulta con una bata después de alterar la línea del tiempo y la otra Candace adulta quién estuvo a punto de acusar a Phineas y Ferb por la montaña rusa y mientras las estaban espiando.

### Otros Enlaces
- Wikiquote alberga frases célebres de o sobre Rollercoaster.
- Portal:Disney. Contenido relacionado con The Walt Disney Company.

- Datos: Q3544505